# Unió per al Progrés Nacional
La Unió per al Progrés Nacional (en francès: Union pour le progrès national, UPRONA) és un partit polític nacionalista de Burundi, que rep la major part del seu suport de l'ètnia Tutsi. Va tenir un paper important en l'obtenció de la independència per a Burundi. El primer ministre més famós del UPRONA va ser el Príncep Louis Rwagasore (assassinat en l'any 1961). Des de llavors fins a 1965, el partit va tenir algun suport Hutu, i tres dels seus membres hutu, incloent a Pierre Ngendandumwe van aconseguir el lloc de primer ministre de Burundi. Michel Micombero va aconseguir el control del partit i en un violent cop d'estat va prendre el poder instaurant la dictadura militar que va governar el país des de 1966 a 1993.
El President del UPRONA, Pierre Buyoya va traspassar el poder al líder Hutu Domitien Ndayizeye del Front per a la Democràcia a Burundi (un partit Hutu) el 30 d'abril de 2003. En les eleccions legislatives de l'any 2005, el partit va obtenir el 7.2 % dels vots i 15 escons de 118.

## Història
Les fonts difereixen sobre les circumstàncies de la fundació d'UPRONA. Segons el politòleg Warren Weinstein, la UPRONA es va crear poc després d'una reunió de caps i clergues consuetudinaris el 1958 convocada pel príncep burundès Louis Rwagasore i Léopold Biha per debatre idees nacionalistes. Segons Biha, la UPRONA es va crear el 1957 per protestar contra una reorganització administrativa belga que va despoderar la monarquia. Segons la lingüista Ellen K. Eggers, la UPRONA es va formar a finals dels anys cinquanta i Rwagasore s'hi va involucrar activament el 1958. L'historiador Ludo De Witte va escriure que Rwagasore i alguns associats van organitzar les primeres reunions d'UPRONA el setembre i l'octubre de 1958. Segons el governador Jean-Paul Harroy, Rwagasore va fundar el partit a finals de 1959. Va rebre el reconeixement oficial de l'administració colonial com a partit polític el 7 de gener de 1960.
Rwagasore va prendre pràcticament el control del moviment, tot i que la seva connexió familiar amb el Mwami el va desqualificar per ocupar qualsevol càrrec al partit i oficialment només va servir a la UPRONA com a assessor. La UPRONA va aconseguir el suport financer inicial de la població suahili a Bujumbura i a la costa del llac Tanganyika. Inicialment, el partit estava fortament identificat amb els interessos del llinatge Bezi de Ganwa i el suport a les institucions tradicionals, però aquest alineament es va desfer després que Rwagasore entrés en conflicte amb el seu pare. Sota Rwagasore, UPRONA va impulsar un programa de modernització, sense comprometre's ni amb un retorn al sistema feudal ni amb una transformació social completa. Va utilitzar símbols de la monarquia per comunicar el seu missatge i sovint emfatitzava el seu estatus principesc en aparicions públiques, però va subratllar que la UPRONA només donaria suport a la monarquia "en la mesura que aquest règim i la seva dinastia afavorissin l'emancipació genuïna del poble murundi".
Rwagasore va intentar transformar UPRONA en un partit de masses amb una àmplia base d'atracció a través de diferents regions, ètnies i castes. Desconfiat del creixent conflicte ètnic entre hutus i tutsis a Ruanda, va intentar contrarestar les tensions incorporant membres d'ambdós grups al lideratge de la UPRONA. Els càrrecs formals del partit, tant a nivell nacional com local, solien estar dividits equitativament entre hutus i tutsis, tot i que aquests últims tendien a ocupar els càrrecs més importants. El partit va gaudir d'un cert èxit cohesionat a Usumbura, però mai va aconseguir realment una base política de masses, especialment fora de la capital. Les normes internes de la UPRONA establien responsabilitats descentralitzades al comitè central, però a la pràctica el partit operava al caprici de Rwagasore; conservava una capacitat organitzativa relativament feble i es mantenia unit pel seu lideratge carismàtic. Les seves tendències populistes i la seva popularitat personal van portar molts dels caps originals que havien donat suport a la UPRONA, inclòs el membre fundador Biha, a abandonar el partit i dedicar-se a les seves pròpies activitats polítiques. En lloc d'això, el partit es va basar en el suport dels graduats del seminari, els évolués i els caps més joves.